# Стадион Тјенхе
Стадион Тјенхе (кин: 天河体育场) је вишенаменски стадион у Гуангџоу у Кини. Углавном се користи за фудбалске утакмице. Стадион прима 15.000 људи.

## Историја
Изградња стадиона почела је 4. јула 1984. године на некадашњем месту аеродрома Гуангџоу Тјенхе. Стадион је отворен 30. августа 1987. године за националне игре Кине 1987. године. Био је домаћин финала првог ФИФА Светског првенства за жене 1991. Стадион је био домаћин домаћих утакмица локалног фудбалског тима Гуангџоу од 2011. У фебруару 2016. клуб је добио права на рад стадиона од Бироа за спорт Гуангџоу за наредних двадесет године.
Стадион је два пута био домаћин фудбалских финала Азијских игара 2010. и финалне утакмице АФК Лиге шампиона, 2013. и 2015. године.